# Denys Cochin
Pour les articles homonymes, voir Cochin.
Pour les autres membres de la famille, voir Famille Cochin.
Le baron Denys Cochin, né le 1er septembre 1851 à Paris et mort le 24 mars 1922 à Paris, est un homme politique et écrivain français.

## Biographie
Fils d'Augustin Cochin (1823-1872), Denys Marie Pierre Augustin Cochin fit ses études au collège Stanislas et au lycée Louis-le-Grand puis s’engagea, à l’âge de 19 ans, en 1870, comme maréchal des logis au 8e cuirassier, avant de devenir porte-fanion du général Charles Denis Bourbaki.
Après la guerre, il fut pendant un an attaché d'ambassade à Londres auprès du duc de Broglie. De retour en France, en 1872, il entreprit des études de chimie, dans le laboratoire de Pasteur notamment. Chimiste éminent, il participera, pendant la Première Guerre mondiale, au développement de nouveaux explosifs et d'armes chimiques.
Élu conseiller municipal du 7e arrondissement en 1881, il fut député de Paris de 1893 à 1919. Il fut l'un des principaux porte-paroles du parti catholique à la Chambre : après avoir amené - par une interpellation - le ministre Spuller à se déclarer favorable à un « esprit nouveau » à l'égard des catholiques, il défendit les libertés scolaires et les congrégations religieuses contre les attaques des gouvernements Waldeck-Rousseau et Combes.

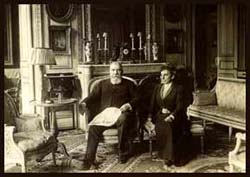
Le baron et la baronne Denys Cochin.

Symbolisant le ralliement des catholiques à l’« Union sacrée », il fut ministre d’État dans le cabinet Briand (29 octobre 1915 - 12 décembre 1916), puis sous-secrétaire d’État aux Affaires étrangères, chargé de la question du blocus allemand, dans le cabinet Ribot (20 mars - août 1917) dont il démissionna en constatant la rupture de l’« Union sacrée ». Il déclara alors :

« Pitié mon Dieu ! Vous êtes notre Père
À genoux, vos enfants sont en pleurs
Protégez-nous tout le temps de la guerre
Que nos soldats soient partout les vainqueurs
Pitié mon Dieu ! Pour la France coupable ! »

Il a laissé plusieurs ouvrages dont : L’Évolution de la vie (1885, couronné par l’Académie française), Le Monde extérieur (1895), Contre les barbares (1899), L’Esprit nouveau (1900), Ententes et ruptures (1905). Il fut élu à l’Académie française le 16 février 1911.
Amateur d'art, Denys Cochin achète chez Durand-Ruel des tableaux impressionnistes, notamment de Claude Monet et Paul Cézanne dont il posséda 31 toiles. En 1895, Denys Cochin commande à Maurice Denis une décoration d'ensemble pour son bureau sur un sujet tiré de la légende du Beau Pécopin, racontée par Victor Hugo dans Le Rhin, et de la légende de saint Hubert. Il acquiert le tableau Le violoncelliste, œuvre du peintre Robert Lotiron exposée au Salon d'automne de 1919. Le choix de ces sujets illustre surtout cependant sa passion pour la vénerie, qu'il pratique en forêt de Fontainebleau, au départ de sa propriété de Beauvoir (Seine-et-Marne). Les sept panneaux de cette décoration sont conservés au musée Maurice-Denis.
Albert Besnard réalise son portrait en 1902 (collection particulière).

## Famille
Denys Cochin est le fils d'Augustin Cochin. Il hérite son titre de baron de son oncle Denys-Guillaume Cochin, décédé en 1886 à Nogent-sur-Marne sans postérité.
Le 20 mars 1876 à Paris, il épouse Hélène Péan de Saint-Gilles (1857-1946), fille de Léon Péan de Saint-Gilles, avec qui il aura six enfants :
1. Augustin Cochin, né le 22 décembre 1876 à Paris et décédé le 8 juillet 1916 à Hardecourt. Chevalier de la Légion d'honneur, croix de guerre 1914-1918 avec quatre palmes. Il était capitaine au 146e régiment d'infanterie. Il figure au tableau d'honneur de l'Illustration. Sans postérité.
2. Baron Jean Cochin, né le 29 juin 1878 au Plessis-Chenet et décédé le 24 mars 1962 à Paris. Capitaine de vaisseau, il épouse en 1905 Thérèse d'Astorg (1884-1908), la petite-fille d'Eugène d'Astorg. Ils ont un fils, Augustin né le 3 février 1907 à Cherbourg et décédé d'un accident de voiture à Fontainebleau le 13 mai 1934 à l'âge de 27 ans. Il figure également au tableau d'honneur de L'Illustration.
3. Jacques Cochin, né le 30 octobre 1879 au Plessis-Chenet et mort pour la France le 13 février 1915 afin de reprendre le Xon, point haut qui domine Pont-à-Mousson, alors qu'il était capitaine, à la tête de la 21ème compagnie du 325e régiment d'infanterie. Inhumé par la suite dans l'enceinte de l'hôpital Cochin à Paris, il figure également au tableau d'honneur du journal L'Illustration. Le 3 juillet 1911, il épouse Marthe Firmin-Didot (1889-1973), l'arrière-petite-fille d'Ambroise Firmin Didot, dont il eut deux enfants : Adeline, mariée au marquis Victor de Galard Terraube et Denys. D'où postérité.
4. Françoise Cochin, née le 28 novembre 1882 au Plessis-Chenet et décédée le 19 juillet 1968 à Caen. Sans postérité.
5. Madeleine Cochin, née le 10 février 1884 au Plessis-Chenet et décédée le 10 février 1956 à Paris. Le 30 juin 1906 elle épouse le comte Armand de Ghaisne de Bourmont (né le 10 mars 1880 à Cherbourg et décédé le 23 juillet 1917 au ravin des fontaines à Vaux), capitaine au 101e régiment d'artillerie lourde. Armand de Ghaisne était l'arrière petit-fils de Louis de Bourmont, maréchal de France. Sans postérité.
6. Marie-Anne Cochin, née le 5 mai 1886 à Beauvoir et décédée le 11 février 1981 à Soulles. Elle avait épousé le 13 octobre 1909 à Paris le député-maire Bernard Quenault de La Groudière (1878-1961).

Par ailleurs, Denys Cochin était le frère aîné d'Henry Cochin (1854-1926) et du colonel de cavalerie Pierre Cochin (1858-1939).
Parmi les fils, neveux et gendres de Denys Cochin, six sont morts pendant la Première Guerre mondiale : Augustin et Jacques Cochin ses fils, son gendre Armand de Ghaisne de Bourmont, son neveu Claude Cochin et également Charles de Guéhéneuc de Boishue et Henri de La Motte Saint-Pierre (les gendres du colonel Pierre Cochin).

## Ouvrages et distinctions
- 1896 : prix Marcelin-Guérin de l’Académie française pour Le Monde extérieur